# Рас-Ум-Сид

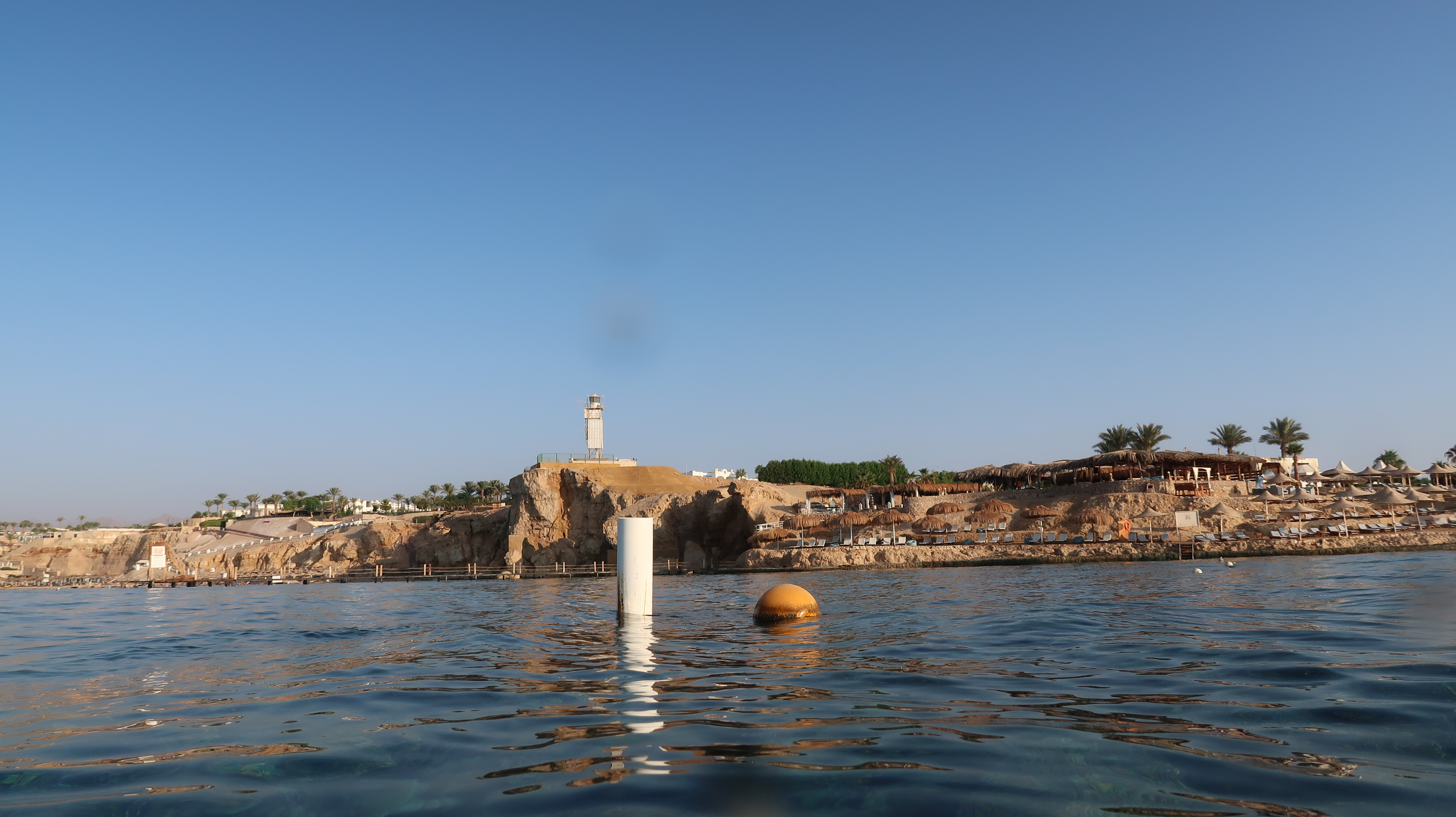
Мыс Рас-Ум-Сид

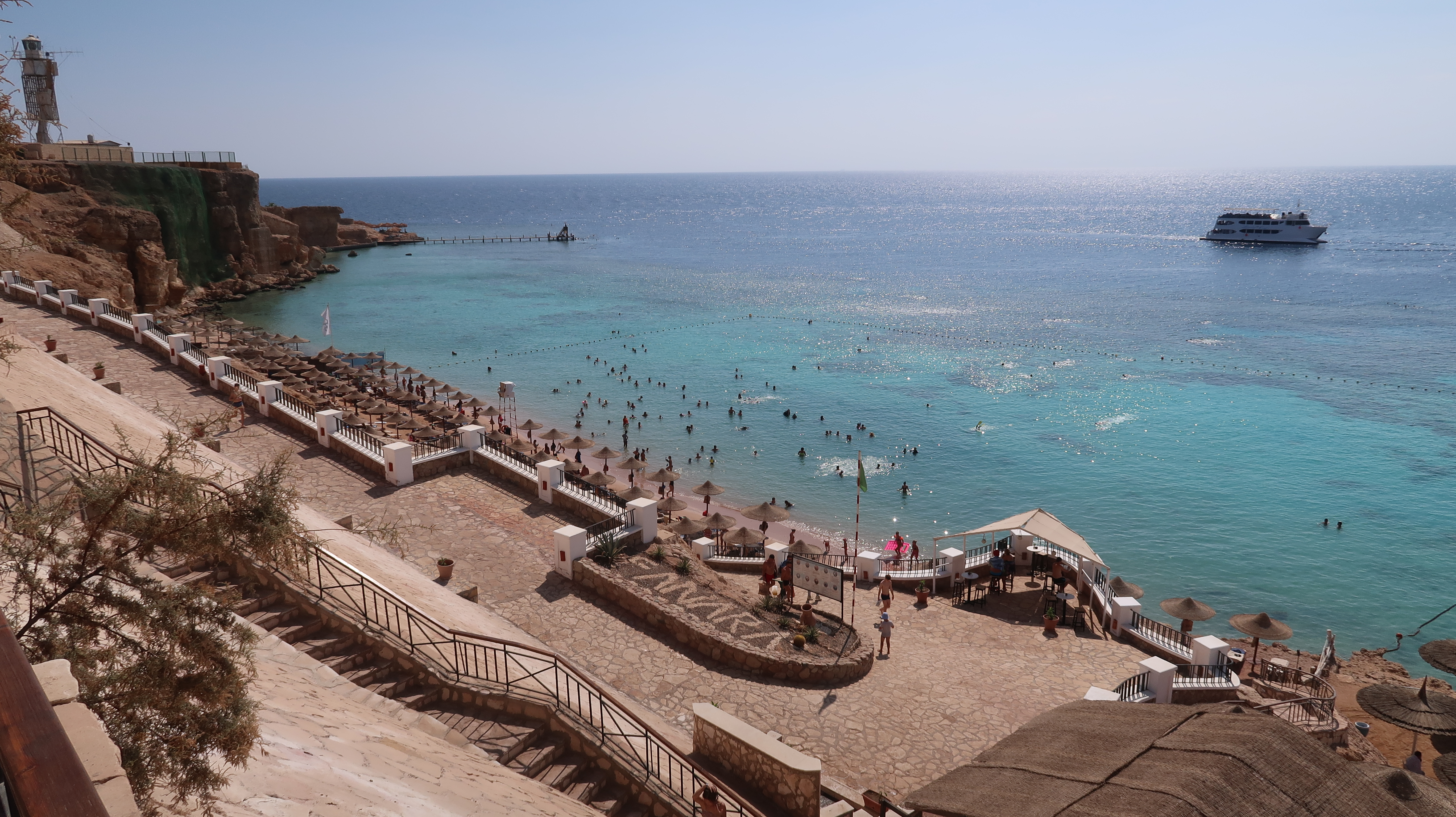
Побережье мыса, пляж гостиницы Джаз Фанара и платного Эль Фанар

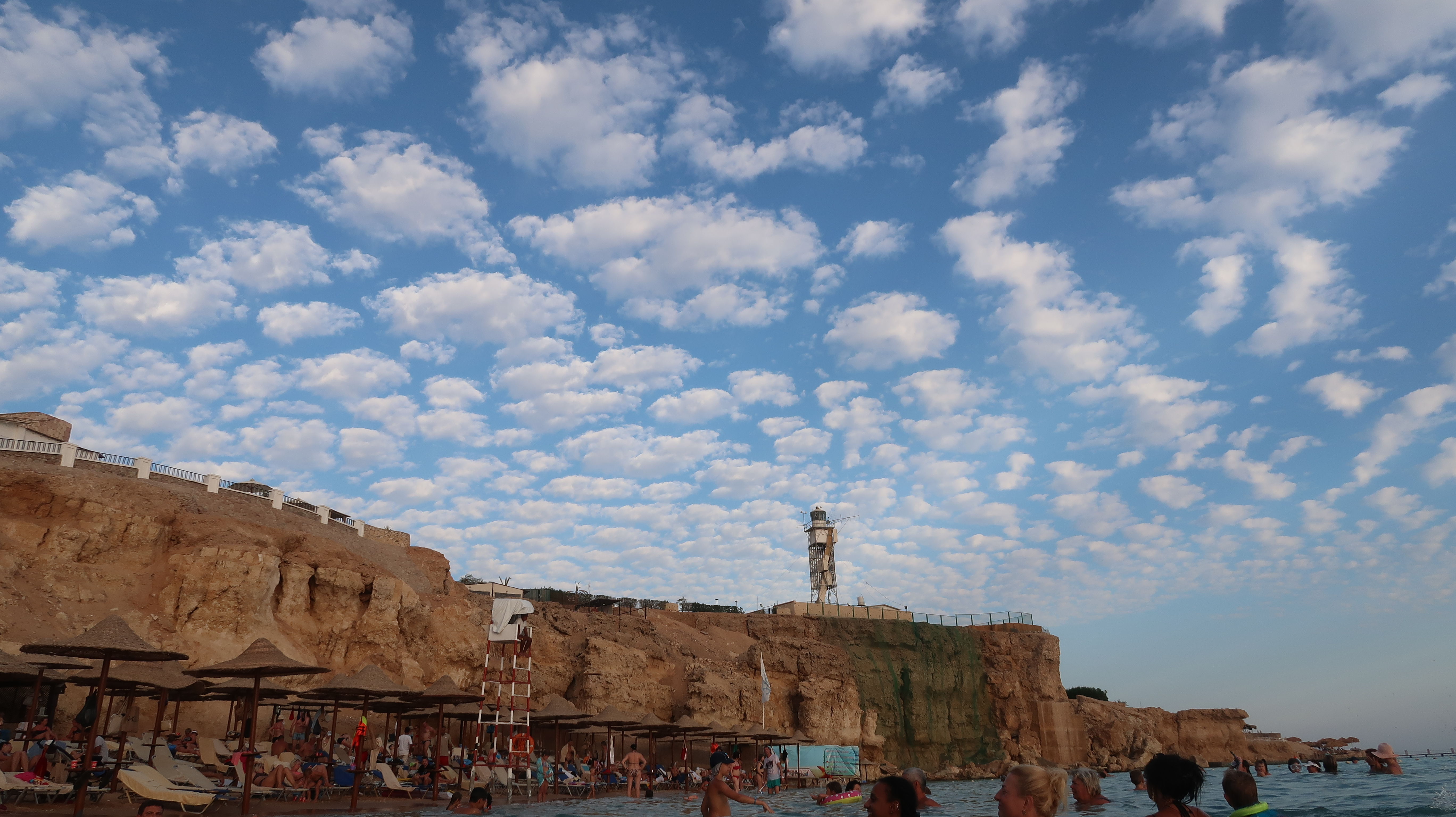
Маяк на мысе Рас-Ум-Сид

Рас-Ум-Сид (араб. رأس أم سيد Материнский мыс) — мыс на юге города Шарм-эш-Шейх. На мысе установлен мемориал катастрофе Boeing 737 под Шарм-эш-Шейхом. 
Место популярно среди любителей дайвинга. В свое время Жак Ив Кусто выделял его как очень интересный объект для погружений с аквалангом. На возвышенной точке мыса Ras Umm Sid находится маяк, c севера дайв-сайт ограничивает залив Temple.
Рас-Ум-Сид представляет собой высокий риф со скалистым барельефом, имеющим множество пещер. На глубине 20-30 метров на вертикальной стене рифа и плато возле него есть очень живописный сад гигантских горгонарий. Плато рядом с рифом называется Fiasco, на нём находится множество коралловых эргов различной формы, огненные кораллы. Относительно недавно технические дайверы обнаружили, что на Рас-Ум-Сид один из углов рифа уходит на стометровую глубину. Технодайверов на этом дайв-сайте порадует и то, что здесь же рядом со стенкой мыса идут два параллельных каньона глубиной в 110-115 метров.
Укоренившееся название бухты Рас-Ум-Сид неверно используется в туристической отрасли, так как мыс не может быть бухтой.
Если бухтой этот участок моря и можно называть, то она должна носить название Tample (Тэмпл) - Храм. От мыса Рас-Ум-Сид до мыса Рас-Кати в сторону бухты Шарм-Эль-Майя, включающую гостиницы Jaz Fanara Resort, Reef Oasis Beach Resort, Faraana Reef Resort. Название Темпл, произошло от трех подводных коралловых пирамид, которые похожи на колонны античного храма, название дали первые дайверы в начале 70-х годов.
1. ↑  Gulf of Aqaba Red Sea Egypt Sharm el Sheikh. ADMIRALTY sea chart 1952 (1954) map. www.antiquemapsandprints.com. Дата обращения: 21 октября 2023.
2. ↑  Дайвинг в Шарм-эль-Шейхе (Sharm El Sheikh) Рас Умм Сид (Ras Umm Sid). Дайвинг спот. Дата обращения: 21 октября 2023. Архивировано 21 октября 2023 года.